# ویرمنگودی
ویرمنگودی (به انگلیسی: Veeramangudi) یک روستا در هند است که در Papanasam taluk واقع شده‌است.

## خصوصیات
ویرمنگودی ۳٬۰۲۵ نفر جمعیت دارد.